# ITV4
ITV4 – brytyjski kanał telewizyjny należący do ITV plc, największego komercyjnego nadawcy telewizyjnego w tym kraju. Jest dostępny w naziemnym i satelitarnym przekazie cyfrowym. Działa od 1 listopada 2005. Grupą docelową są przede wszystkim mężczyźni. W ramówce dominują seriale komediowe i policyjne, pozycje sportowe oraz klasyczne seriale sensacyjne z lat 60. i 70. realizowane wówczas na zlecenie nadawców z sieci ITV.

## Historia logo

### Kanał podstawowy

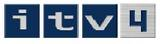
Logo stacji od 1 listopada 2004 do 31 october 2005.
Logo stacji od 1 listopada 2005 do 13 stycznia 2013.

### Wersja HD

Logo wersji HD używane w latach 2010–2013.